# Le Fugeret
Le Fugeret – miejscowość i gmina we Francji, w regionie Prowansja-Alpy-Lazurowe Wybrzeże, w departamencie Alpy Górnej Prowansji.

## Demografia
Według danych na rok 1990 gminę zamieszkiwały 163 osoby, a gęstość zaludnienia wynosiła 6 osób/km². W styczniu 2015 r. Le Fugeret zamieszkiwało 206 osób, przy gęstości zaludnienia wynoszącej 7,6 osób/km².